# Leon Leszek Szkutnik
Leon Leszek Szkutnik (ur. 17 kwietnia 1932 w Lublinie, zm. 7 sierpnia 2025 w Warszawie) – polski filolog angielski, wieloletni lektor języka angielskiego na Politechnice Warszawskiej. Studiował anglistykę na Uniwersytecie Warszawskim, był także studentem Uniwersytetu Londyńskiego. 
Leon Leszek Szkutnik należał do jednych z najbardziej twórczych polskich autorów podręczników do nauki języków obcych, przede wszystkim angielskiego i niemieckiego. Jego teksty były zamieszczane w podręcznikach takich zagranicznych wydawnictw, jak Oxford University Press, Cambridge University Press, Klett, Penguin, Longman. W Polsce zaś jego publikacje były wydawane m.in. przez Wiedzę Powszechną. Był także autorem sztuk teatralnych i poezji haiku.

## Ważniejsze publikacje
- Mówimy po angielsku
- Have a nice trip
- English is My Hobby
- Thinking in English
- You Can Learn English
- An introductory Course in Scientific English
- Panoramic English
- English as Experience
- Deutsch mein Hobby
- In Deutsch erlebt
- Francais mon amour
- Deutsch interessant. Język niemiecki dla początkujących
- To tylko partia szachów. Sztuka w trzech aktach
- Utwory sceniczne: Szwedzki stół, Cztery wizyty starszego pana, Sceny na zamku
- W konwencji haiku
- Invoking the spirit of haiku
- Krótsze o całą wieczność. Drzwi haiku